# Stauteich II
Der Stauteich II  im Osten von Bielefeld-Mitte ist ein ehemaliger Stauteich im Luttergrünzug. Das kleine Stillgewässer wurde in den 1920er–1930er Jahren durch Anstauen des Lutterbachs geschaffen.

## Geographie und Einordnung
Der oval geformte Stauteich war 122 × 80 m groß und hatte eine Fläche von etwa 0,86 Hektar. Er befand sich auf einer Höhe von 91,5 m über dem Meeresspiegel.
Im Mai 2023 wurde der Grundablass geöffnet und der Teich lief langsam leer. 
Zuvor war der Teich 2022 entschlammt worden. 
Das Gewässerbecken bleibt leer und wird unter der Regie des Umweltamtes 2024 in einen Regenrückhalteraum umgebaut. Das bedeutet, dass es sich nur noch bei Starkregen mit Wasser füllen wird, um Überschwemmungen im weiteren Verlauf zu verhindern und um den Lebensraum des Lutterbachs zu schützen.